# Balling
Balling es un área urbana del municipio de Skive, situado en la región de Jutlandia Central (Dinamarca). Tiene una población estimada, a inicios de 2023, de 1211 habitantes.
Formó parte del municipio de Spøttrup hasta su disolución, en el año 2007. La parroquia formó parte de Rødding Herred hasta 1970. En ese año, la parroquia se incorporó al recién formado municipio de Spøttrup.